# Parathesis adenanthera
Parathesis adenanthera (Miq.) Hook.f. – gatunek roślin z rodziny pierwiosnkowatych (Primulaceae). Występuje naturalnie w Kolumbii, Ekwadorze, Peru oraz Boliwii. 

## Morfologia
PokrójZimozielony krzew dorastający do 1–7 m wysokości.
LiścieBlaszka liściowa ma eliptyczny kształt. Mierzy 18 cm długości oraz 7 cm szerokości, jest karbowana na brzegu, ma ostrokątną nasadę i spiczasty wierzchołek. Ogonek liściowy jest nagi i ma 15 mm długości.
KwiatyZebrane w wiechach wyrastających na szczytach pędów.